# Славиня
Славиня (на сръбски: Славиња или Slavinja) е село в Западните покрайнини, Сърбия. То се намира в Община Град Пирот, Пиротски окръг. Има население от 49 души (2002).

## География
Селото се намира между планината Видлич и западните склонове на Стара планина. През него текат две реки - Височица и Росомашница (Росомачка река). Околностите на Славиня изобилстват от извори с хубава питейна вода, като най-известен от тях е така нареченият Евреина. В непосредствена близост до него се намира ждрелото на река Росомашница, където водите ѝ преливат живописно от един водопад в друг.

## История
В регистър от средата на XVI век се споменава, че село Иславине има 15 домакинства, четирима неженени жители и една вдовица, а приходът от него възлиза на 2158 акчета.
Традиционни занаяти в Славиня са дюлгерството и каменоделството. В средата и втората половина на ХІХ век славински майстори строят църкви и други сгради и съоръжения във Висок, Забърдието, Пирот и Кутловишко. Обикновено работят на бригади по 4-5 майстори и калфи, а работници набират от местното население.
През 1848 година е изградена местната църква „Св. Георги Победоносец“.
Селото е включено в състава на Княжество България по Санстефанския договор. Границата по Берлинския договор откъсва част от землището на Славиня, като го оставя в Сърбия. През следващите години славинчани имат спорове със сръбските власти относно използването на горите, останали на сръбска територия.
По силата на Ньойския договор от 1919 година, през ноември 1920 година селото е включено в пределите на Кралството на сърби, хървати и словенци. През учебната 1920-1921 година учител в Славиня е Димитър Попеленков.
От 1956 година селото е в община Пирот.

## Население
Според преброяванията след 1948 година населението се разпределя по следния начин:
- 1948 г. – 403 д.
- 1953 г. – 358 д.
- 1961 г. – 285 д.
- 1971 г. – 188 д.
- 1981 г. – 123 д.
- 1991 г. – 81 д.
- 2002 г. – 49 д.

При преброяването от 2002 година 26 жители са записани като българи, а 23 – като сърби.

## Културни и природни забележителности
- Църква „Св. Георги Победоносец“, строена от майстор Йован Сасьов през 1848 година на основите на по-ранен храм.[9]
- Ждрело на Росомачка река (Росомашница), намиращо се между Славиня и Росомач.

## Личности
Родени в Славиня
- майстор Лило (Лила, Лилча) Лазаров, строител, построил храмовете в Лопушанския манастир, „Успение Пресветия Богородици“ в Каменна Рикса и на други места, преселил се в края на живота си в Берковица.[10][11]
- Веселин Денков (1939) – художник[12]
- Славчо Петров (1918 - ?) – майстор-сладкар в кухнята на цар Борис III
- Йован Славков - строител, построил храмовете „Свето Вознесение“ в село Горно Церовене през 1867 г. и храма „Свети Архангел Михаил“ в село Копиловци, област Монтана, през 1869 г.
- Борис Яначков (1889 - 1923), български комунист[13]